# Chilam Balam, Mexiko
Chilam Balam är en ort i Mexiko.   Den ligger i kommunen Champotón och delstaten Campeche, i den östra delen av landet, 900 km öster om huvudstaden Mexico City. Chilam Balam ligger 46 meter över havet och antalet invånare är 147.
Terrängen runt Chilam Balam är platt. Runt Chilam Balam är det glesbefolkat, med 11 invånare per kvadratkilometer. Närmaste större samhälle är Carlos Salinas de Gortari, 16,7 km norr om Chilam Balam. I omgivningarna runt Chilam Balam växer i huvudsak städsegrön lövskog.